# 央革河
央革河，是位于中国广西壮族自治区百色市西林县西部的一条河流，属于古障河右岸支流，发源于西林县古障镇那哈村（原属者夯乡）北部，西南流经那哈、那友、八索、者夯、央革、勒德等村，于古障镇以北的甘坝子入古障河。河长31.2公里，流域面积115.27平方公里。